# Dej
Dej (en húngaro: Dés) es una ciudad de Rumania en el distrito de Cluj.

## Geografía
Se encuentra a una altitud de 242 m s. n. m. a 492 km de la capital, Bucarest.

## Demografía
Según estimación 2012 contaba con una población de 38951 habitantes.
| 1948   | 1956   | 1966   | 1977   | 1992   | 2002   | 2012  |
| 14 681 | 19 281 | 26 984 | 32 345 | 41 216 | 38 437 | 38951 |